# Giovanni Molinari
Giovanni Molinari (Codogno, 25 gennaio 1906 – Codogno, 1988) è stato un calciatore italiano, di ruolo attaccante.
Era figlio di Ettore e fratello di Enrico, anch'essi calciatori e dirigenti del Codogno. Ai fratelli Molinari è dedicato lo stadio della città lodigiana.

## Caratteristiche tecniche
Giocava come mezzala sinistra, ma poteva disimpegnarsi in più ruoli dell'attacco.

## Carriera

### Club
Dopo aver militato nell'Arduino Pavia e nel Codogno, nel 1930 passò alla Pro Patria, con cui esordì in Serie A: si trattò della seconda stagione in assoluto per quanto riguarda il campionato italiano a girone unico, la Serie A 1930-1931. Fu titolare per tutto il campionato: disputò 27 incontri, esordendo il 28 settembre 1930 contro la Juventus, e segnò 2 reti, entrambe nella vittoria per 3-0 sul Brescia del 14 maggio 1931. Lasciò poi la Pro Patria prima dell'inizio del torneo 1931-1932 e nel 1936 fece ritorno al Codogno.
Terminata la carriera agonistica, fu allenatore delle giovanili del Codogno tra il 1945 e il 1966, passando in alcuni casi alla guida anche della prima squadra.